# Leptosphaeria clavata
Leptosphaeria clavata är en svampart som beskrevs av A.L. Guyot 1946. Leptosphaeria clavata ingår i släktet Leptosphaeria och familjen Leptosphaeriaceae.   Inga underarter finns listade i Catalogue of Life.